# Гейзел-Делл (Вашингтон)
Гейзел-Делл (англ. Hazel Dell) — переписна місцевість (CDP) в США, в окрузі Кларк штату Вашингтон. Населення — 23 569 осіб (2020).

## Географія
Гейзел-Делл розташований за координатами 45°40′55″ пн. ш. 122°39′10″ зх. д. / 45.68194° пн. ш. 122.65278° зх. д. (45.681908, -122.652835).  За даними Бюро перепису населення США в 2010 році переписна місцевість мала площу 12,56 км², з яких 12,53 км² — суходіл та 0,03 км² — водойми.

## Демографія
Згідно з переписом 2010 року, у переписній місцевості мешкало 19 435 осіб у 7760 домогосподарствах у складі 4811 родини. Густота населення становила 1547 осіб/км².  Було 8212 помешкання (654/км²).
Расовий склад населення:
| - 82,0 % — білих - 3,7 % — азіатів - 2,7 % — чорних або афроамериканців - 0,8 % — корінних американців - 0,7 % — вихідців з тихоокеанських островів - 5,7 % — осіб інших рас |

До двох чи більше рас належало 4,4 %. Частка іспаномовних становила 11,0 % від усіх жителів.
За віковим діапазоном населення розподілялося таким чином: 24,6 % — особи молодші 18 років, 62,5 % — особи у віці 18—64 років, 12,9 % — особи у віці 65 років та старші. Медіана віку мешканця становила 36,1 року. На 100 осіб жіночої статі у переписній місцевості припадало 95,8 чоловіків;  на 100 жінок у віці від 18 років та старших — 92,5 чоловіків також старших 18 років.
Середній дохід на одне домашнє господарство  становив 63 249 доларів США (медіана — 48 452), а середній дохід на одну сім'ю — 75 700 доларів (медіана — 60 349). Медіана доходів становила 48 348 доларів для чоловіків та 37 384 долари для жінок. За межею бідності перебувало 14,1 % осіб, у тому числі 15,1 % дітей у віці до 18 років та 8,7 % осіб у віці 65 років та старших.
Цивільне працевлаштоване населення становило 9391 осіб. Основні галузі зайнятості: освіта, охорона здоров'я та соціальна допомога — 19,5 %, виробництво — 13,5 %, роздрібна торгівля — 12,5 %, мистецтво, розваги та відпочинок — 12,1 %.